# Autodefensas Campesinas del Meta y Vichada
Las Autodefensas Campesinas del Meta y Vichada (ACMV) fueron un grupo paramilitar colombiano que se denominó así en 1993 hasta su desmovilización en 2005. También conocidos como 'Maseteros' o 'Carranceros'. Fueron parte del Conflicto armado interno en Colombia.

## Antecedentes
Desde mediados de los años 80 se conocían como ‘Maseteros’ o ‘Carranceros’. En los años 90 Baldomero Linares, alias Guillermo Torres, fue su jefe o comandante, reconocido por su relación cercana con Víctor Carranza. Sostuvieron combates con las FARC-EP por las zonas de cultivos, laboratorios y corredores. Participaron activamente en los crímenes contra miembros de la Unión Patriótica. En los enfrentamientos entre Rodríguez Gacha contra Víctor Carranza y Gilberto Molina. Con la muerte de Rodríguez Gacha y de Molina, Carranza se afianzó en el territorio.

## Historia
Fueron fundado en 1993 en una alianza de narcotraficantes, esmeralderos, políticos y militares.'Guillermo Torres' quien intentó infiltrarse en las FARC-EP fue descubierto y en Puerto Gaitán el 18 de septiembre de 1994 conforma el ‘Bloque Oriental’ de las Autodefensas. En 2003 se unieron a las Autodefensas Unidas de Colombia para efectuar masacres como la de Mapiripán, y otros exterminios en áreas rurales de Puerto Gaitán y otros municipios, entre 1996 y 1999.

### Alianza Oriente
La Alianza Oriente estuvo conformada por tres estructuras; de la cuales, dos se desmovilizaron.
- Autodefensas Campesinas de Meta y Vichada (ACMV)
- Autodefensas Campesinas del Casanare (ACC) No desmovilizada.
- Frentes Héroes de los Llanos y Héroes de Guaviare (FHLL-HG)

### Desmovilización
Su desmovilización fue el 6 de agosto de 2005 en la Finca “La María” ubicada en la vereda San Miguel del municipio Puerto Gaitán. En esa ocasión, 209 combatientes dejaron 232 armas. Figuraba como segundo comandante Rafael Salgado Marchán, alias ‘El Águila’. Esta desmovilización fue tardía por los enfrentamientos entre las ACC y el Bloque Centauros de las AUC, y la llegada del Bloque Central Bolívar a la región

## Ubicación

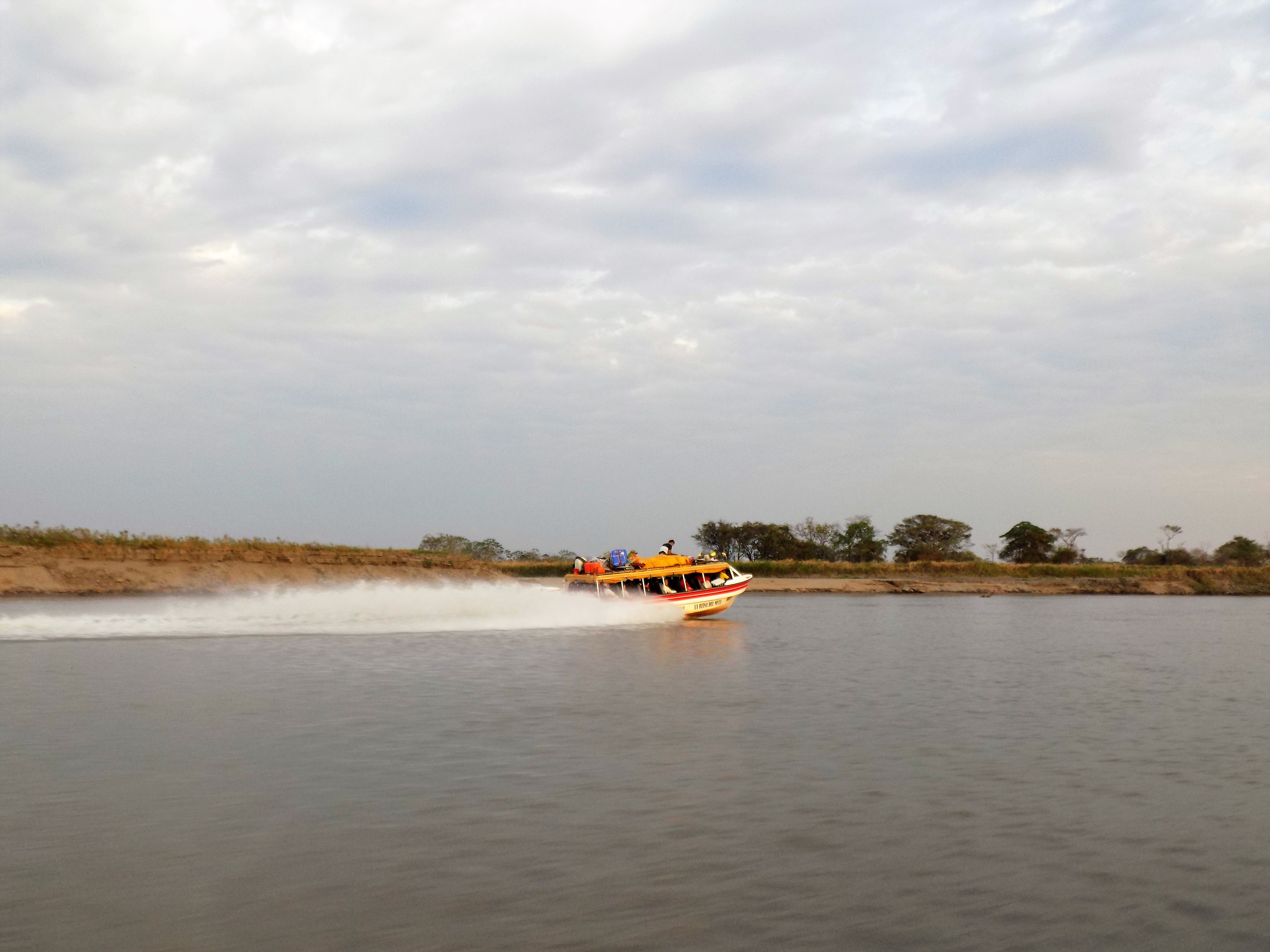
Río Meta, corredor estratégico dominado por las ACMV.

Sus principales acciones fueron sobre el río Meta como corredor estratégico y en los municipios de:
- Cumaribo (Vichada)
- La Primavera (Vichada)
- Puerto Carreño (Vichada)
- Puerto Gaitán (Meta)
- Puerto López (Meta)
- Santa Rosalía (Vichada)[1]

## Crímenes
Las ACMV realizaron limpieza social (exterminio social), con el 61% de las víctimas afectadas, homicidios selectivos (39%), la desaparición forzada (37%), la tortura (22%), las lesiones personales (10%), la violencia sexual (6%) y el secuestro (6%).
- Asesinato selectivo
- Masacres
- Desaparición forzada y rapto
- Reclutamiento forzado[8]
- Violencia sexual y de género[2][9]

## Financiación
Vinculadas a los empresarios de las esmeraldas, conocidas como los ‘Carranceros’ y se financiaron con el narcotráfico y vacunas.